# Альта-Віста (Айова)
Альта-Віста (англ. Alta Vista) — місто (англ. city) в США, в окрузі Чикасо штату Айова. Населення — 227 осіб (2020).

## Географія
Альта-Віста розташована за координатами 43°11′48″ пн. ш. 92°25′1″ зх. д. / 43.19667° пн. ш. 92.41694° зх. д. (43.196771, -92.417027).  За даними Бюро перепису населення США в 2010 році місто мало площу 1,96 км², уся площа — суходіл.

## Демографія
Згідно з переписом 2010 року, у місті мешкало 266 осіб у 116 домогосподарствах у складі 65 родин. Густота населення становила 136 осіб/км².  Було 132 помешкання (67/км²).
Расовий склад населення:
| - 99,6 % — білих |

До двох чи більше рас належало 0,4 %. Частка іспаномовних становила 1,1 % від усіх жителів.
За віковим діапазоном населення розподілялося таким чином: 28,9 % — особи молодші 18 років, 50,4 % — особи у віці 18—64 років, 20,7 % — особи у віці 65 років та старші. Медіана віку мешканця становила 38,8 року. На 100 осіб жіночої статі у місті припадало 92,8 чоловіків;  на 100 жінок у віці від 18 років та старших — 94,8 чоловіків також старших 18 років.
Середній дохід на одне домашнє господарство  становив 45 863 долари США (медіана — 40 000), а середній дохід на одну сім'ю — 53 564 долари (медіана — 47 750). Медіана доходів становила 35 682 долари для чоловіків та 36 250 доларів для жінок. За межею бідності перебувало 8,0 % осіб, у тому числі 2,8 % дітей у віці до 18 років та 8,8 % осіб у віці 65 років та старших.
Цивільне працевлаштоване населення становило 143 особи. Основні галузі зайнятості: виробництво — 40,6 %, освіта, охорона здоров'я та соціальна допомога — 16,8 %, будівництво — 11,9 %.